# Форт Трайон Парк

Форт Трайон (на англ.: Fort Tryon Park) е градски парк в град Ню Йорк, щата Ню Йорк, САЩ. Намира са в северната част на острова Манхатън в между квартала Инуд и реката Хъдсън. Той е открит през 1935 г.